# Matthew Lewis (forfatter)
Matthew Gregory Lewis (4. juli 1775 — 14. maj 1818) var en engelsk romanforfatter.
Lewis var stærkt påvirket af den tyske romantik og oversatte nogle af Bürgers ballader.
Hans tilbøjelighed gik i retning af det rædselsfulde og mystiske, hvilket han drev til en ukendt højde i sin roman Ambrosio, or the Monk (1795), efter hvilken han hyppig kaldes "Monk Lewis".
1796 fulgte The Castle Spectre og senere de to samlinger Tales of Terror og Tales of Wonder, til hvilke Walter Scott bidrog.
1. ↑  Navnet er anført på engelsk og stammer fra Wikidata hvor navnet endnu ikke findes på dansk.